# Mobivia
Mobivia Groupe es un conglomerado empresarial con sede en Francia que se centra en la reparación de automóviles y venta de accesorios y piezas de todo tipo de vehículos. 

## Historia
Su primera tienda abrió en 1970 cerca de Lille (Englos); durante la década de 1980, la marca expandió sus centros automotrices por Francia y el extranjero al ingresar en el mercado español. En 1986, también lanzó su primer producto de marca, Norauto Oil, mientras que en la década de 1990, el grupo se expandió a Italia, Portugal, Argentina y Polonia. En 2006 llegó al mercado húngaro y en 2010 adoptó el nombre Mobivia.  En 2013, Norauto abandonó oficialmente Hungría.

## Marcas
Las marcas del grupo son Norauto, A.T.U., Midas, Carter-Cash, Auto 5, Synchro Diffusion, Vroomly, Skruvat, Bythjul, Däckskiftarna, Fifteen y Via ID.

## Alrededor del mundo
| País     | Año de entrada | Tiendas |
| Bélgica  | 1966           | 54      |
| Francia  | 1970           | 410     |
| España   | 1986           | 100     |
| Italia   | 1991           | 38      |
| Portugal | 1997           | 25      |
| Alemania | 2016           | 550     |

Con presencia en 17 países de Europa y América, algunas tiendas pueden estar bajo franquicia. 

## Logo

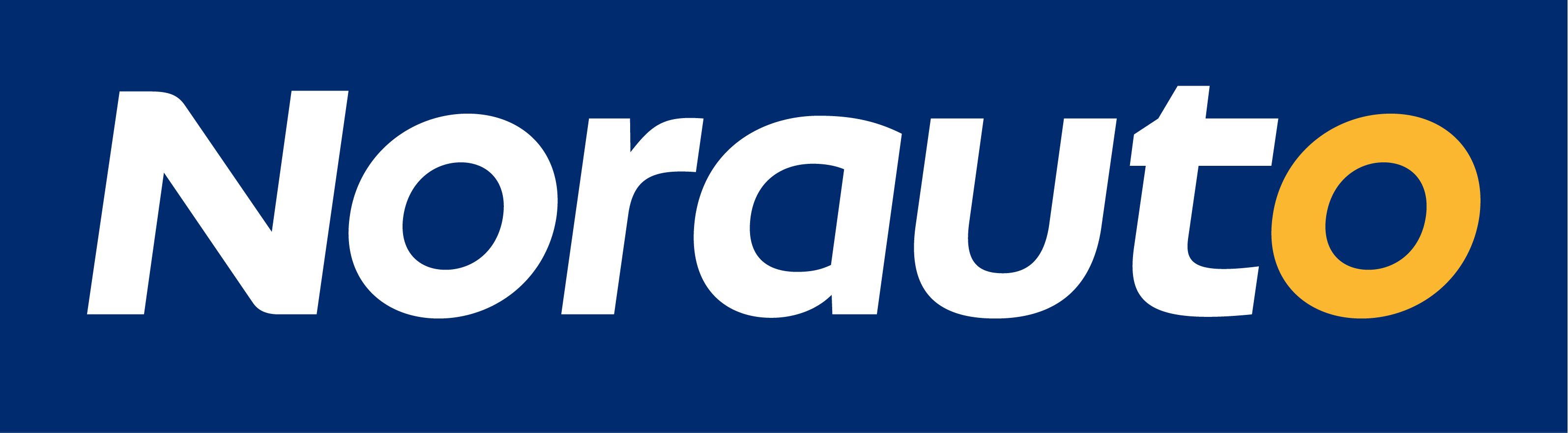
Logotipo de Norauto desde 2018.